# Newaza
Newaza (japanska för "markkamp") är ett slags kampsport. Den kan beskrivas som brottning med fasthållningar, ledlås och strypningar. Termen används inom Judo, Ju-jutsu/Jiu-jitsu och vissa former av Karate.